# ميان تنغ سفلي (مقاطعة دلفان)
ميان تنغ سفلي (بالفارسية: میان تنگ سفلی) هي قرية تقع في قسم كاكاوند الشرقي الريفي (مقاطعة دلفان) في إيران. يقدر عدد سكانها بـ 102 نسمة .